# Dbx, Inc. (компания)
dbx, Inc. (Dbx, Inc.) — американский производитель профессионального оборудования для записи звука, принадлежащий Harman International. 
Первоначальной целью компании было: «Приблизиться к реалистичности живого выступления». Его ранние продукты были основаны на концепции использования расширения в децибелах, которая дала компании название.
dbx, Inc. наиболее известна по своей системе подавления шума.

## История
Компания dbx производила только оборудование для обработки сигналов, пока не была куплена компанией BSR в 1979 году. С 1979 по 1989 год dbx также использовалась для потребительского аудиооборудования, такого как динамики, проигрыватели компакт-дисков и усилители. 
В настоящее время они продают такие товары, как: профессиональные процессоры цифровых сигналов, эквалайзеры, компрессоры, кроссоверы, синтезаторы субгармоник и многие аналогичные продукты.